# Szatta
Szatta è un comune dell'Ungheria di 79 abitanti (dati 2001). È situato nella contea di Vas.